# Formel 2

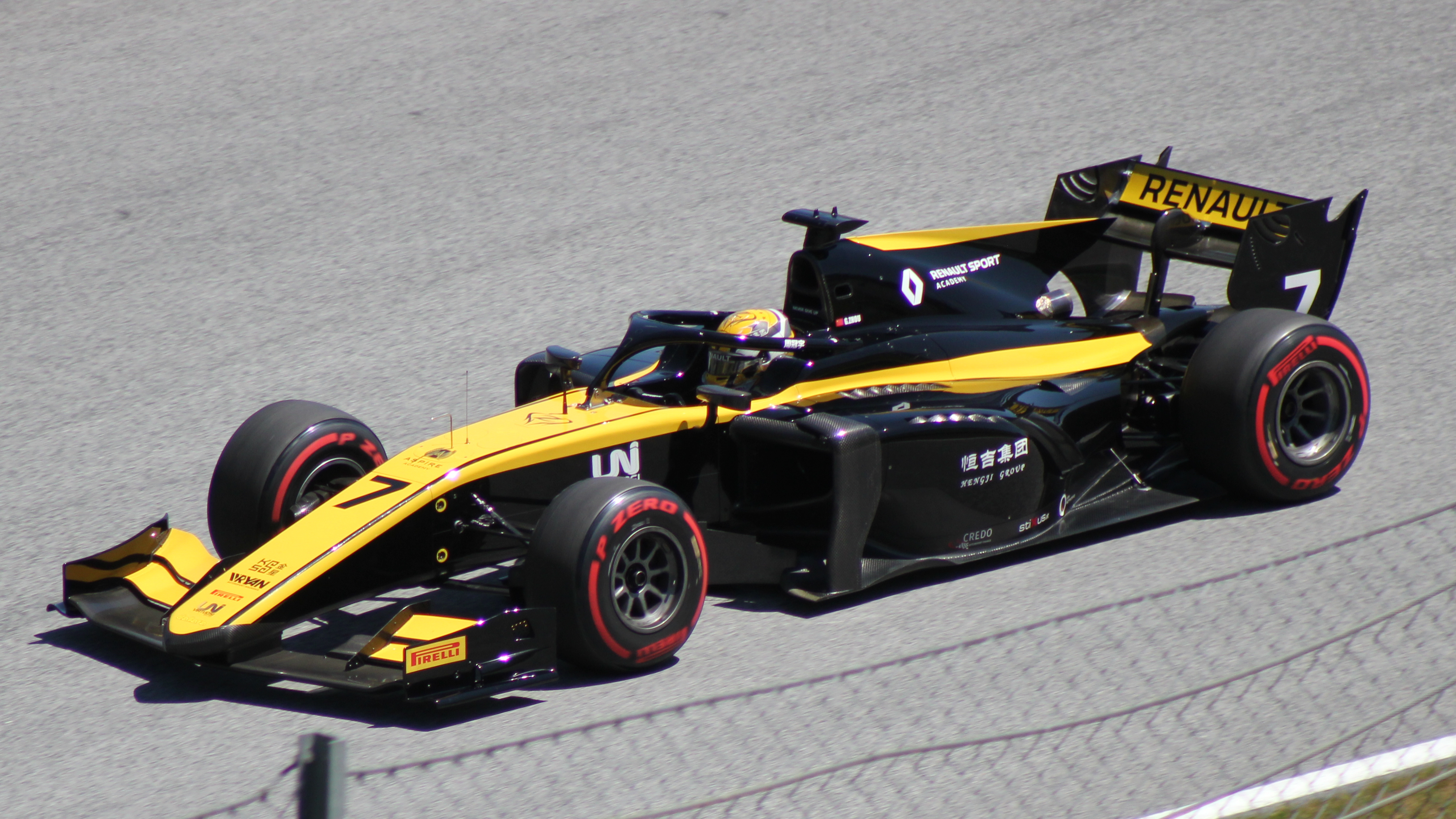
FIA F2 Austria 2019 Nr. 7 Zhou

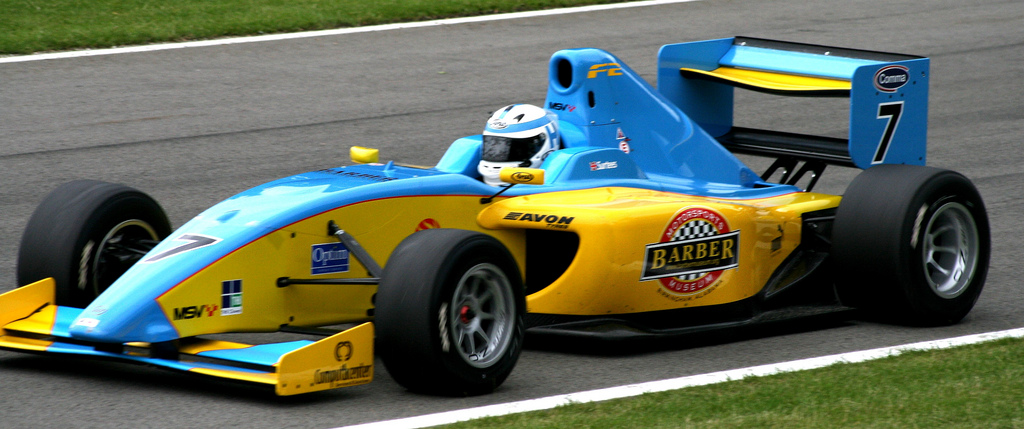
Williams JPH1 2009

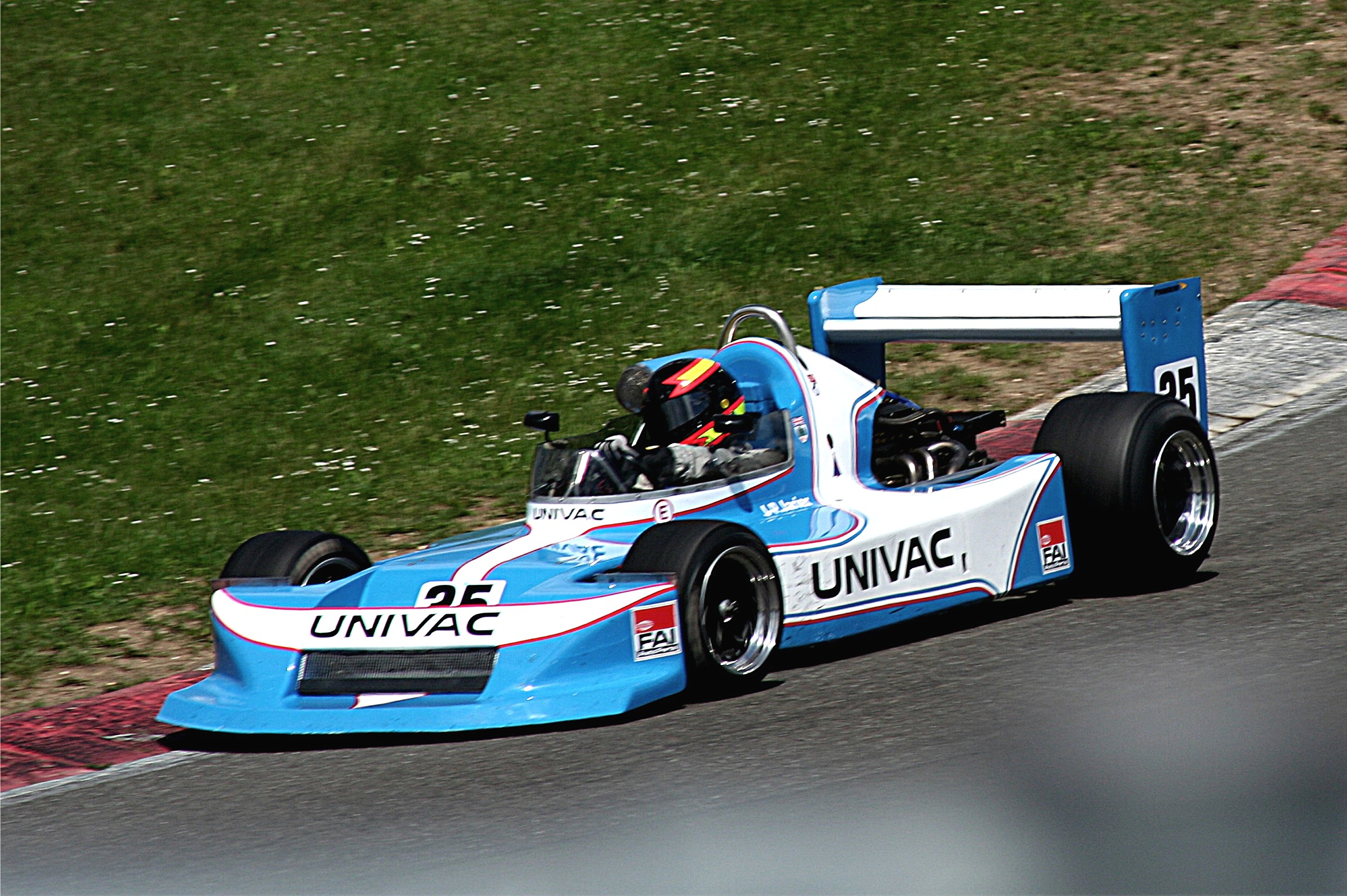
March 782 1978

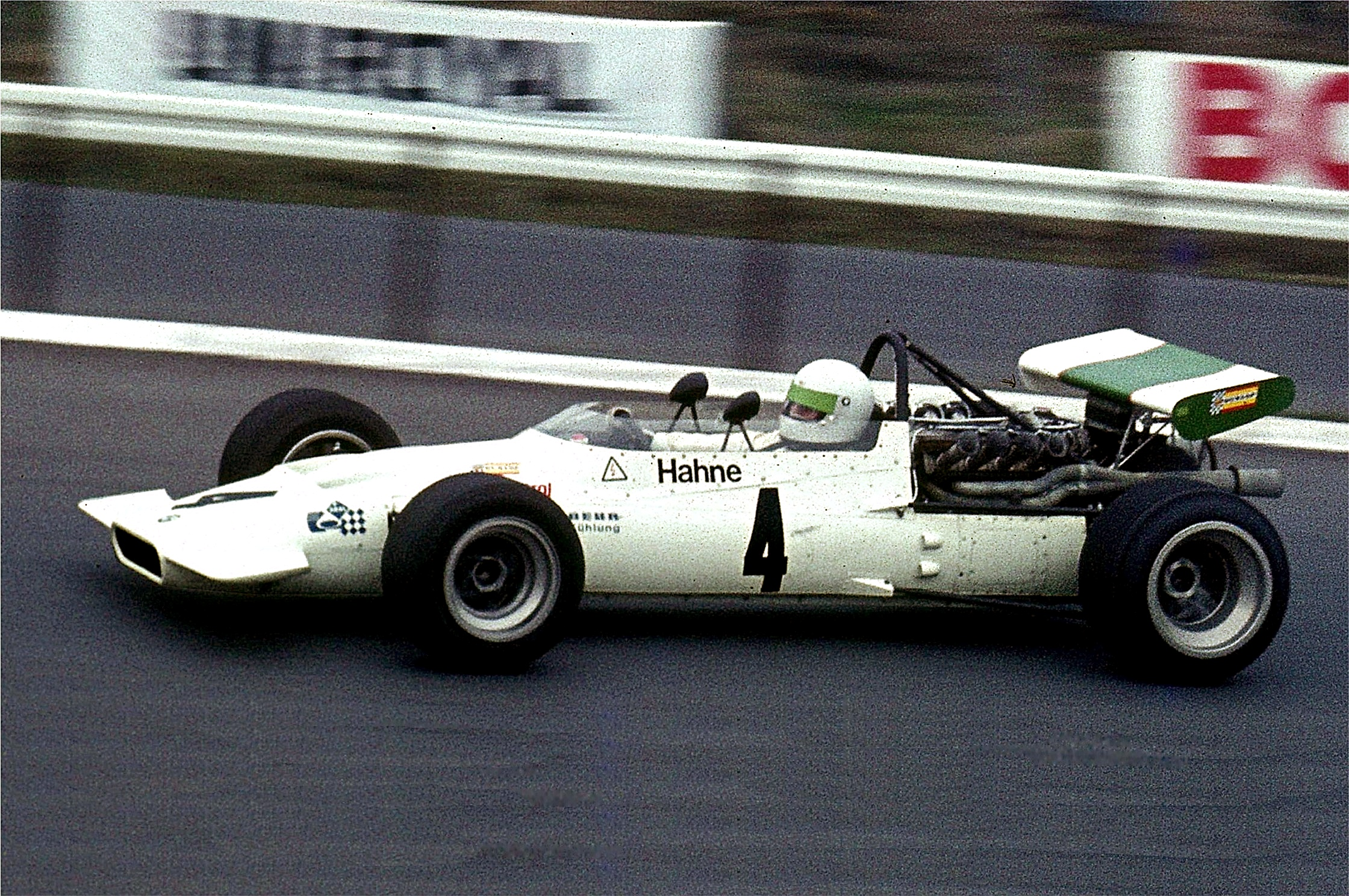
BMW 270 1970

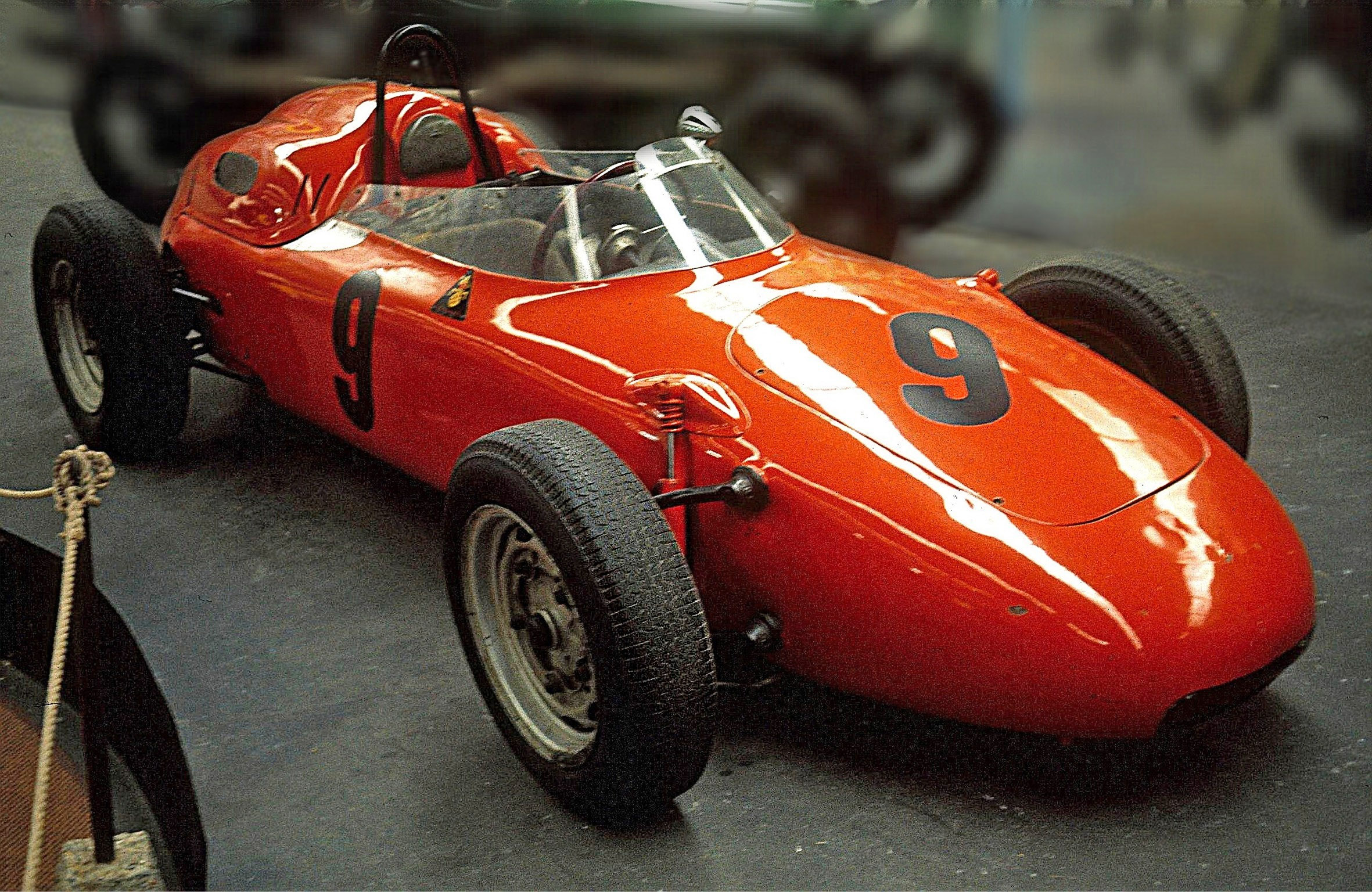
Porsche 718 1960

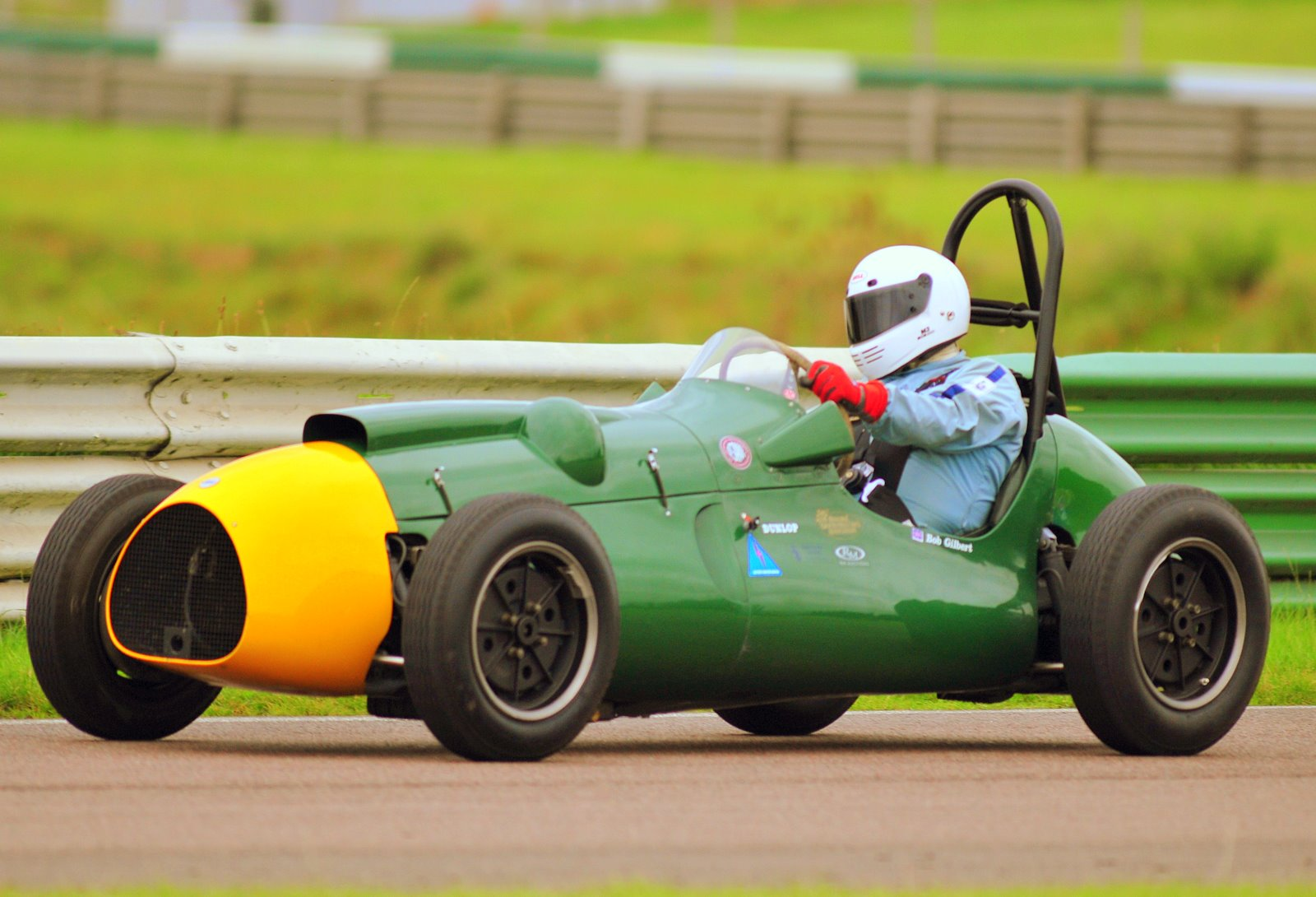
Cooper Bristol Mk II 1953

Formel 2 eller F2 är en formelbilsklass strax under racingens huvudklass formel 1. Idag arrangerar FIA lopp i FIA Formula Two Championship

## Historia
Redan under mellankrigstidens Grand Prix-racing tävlades i mindre klasser, kallade voituretter, avsedda för tillverkare och racingstall som inte hade resurser att ta fram och driva fullstora Grand Prix-bilar. Efter andra världskriget var behovet av en mindre kostsam instegsklass än mer uppenbar och internationella bilsportförbundet delade upp Grand Prix-racingen i två klasser: formel A som från och med 1950 skulle kallas formel 1, samt den mindre formel B som då blev formel 2.

### 1948–1953
Reglementet för formel 2 släpptes 1948 och tävlingar kom igång samma år. Formel 2-bilarna använde tvåliters sugmotorer. Även överladdade motorer på 500 cm³ var tillåtna men användes ytterst sällan.
Den krassa efterkrigsekonomin gjorde att tidens formelbilstillverkare fokuserade på den mindre klassen och under säsongerna 1952 och 1953 kördes världsmästerskapet med formel 2-bilar.

### 1957–1966
Intresset för formel 2 minskade betydligt i samband med att formel 1 införde 2,5-litersmotorer till 1954. Äldre F2:or fick större motorer eller tävlade vidare tillsammans med de större F1-bilarna. Först 1957 kom ett nytt reglemente för formel 2 med 1,5-litersmotorer. Cooper och Porsche visade på framtiden med sina mittmotorbilar och 1958 vann Stirling Moss Argentinas Grand Prix med en Cooper F2:a.
I slutet av 1950-talet fick formel 2 konkurrens från den mindre Formel Junior och när formel 1 gick över till 1,5-litersmotorer 1961 försvann F2 helt.
Formel 2 kom tillbaka 1964 med enlitersmotorer. Det var samma motorstorlek som formel 3, men där F3 körde med trimmade personbilsmotorer använde F2 specialbyggda racingmotorer.

### 1967-1984
1967 infördes ett nytt reglemente med motorer på 1600 cm³ och max sex cylindrar, baserade på vanliga produktionsmotorer. Samtidigt införde FIA ett europamästerskap för formel 2. F2 hade tidigare setts som ett steg på vägen mot formel 1 men nu kämpade även F1-förarna om EM-titeln.
1972 ökades motorstorleken till två liter och från 1976 tilläts även specialbyggda racingmotorer.

### Formel 3000
Formel 2 ersattes av formel 3000 1985. F3000-bilarna använde treliters V8-motorer och var avsedd som en instegsklass till formel 1. Formel 3000 har i sin tur ersatts av GP2 Series som kontrolleras av Bernie Ecclestone.

## FIA Formula Two Championship
FIA återinförde namnet formel 2 till 2009.  Mästerskapet drivs av förre Formel 1-föraren Jonathan Palmer. Bilarna byggs av Williams och använder 1,8-liters turbomotorer från Audi.